# Gomer (Ohio)
Antigo liceu
Gomer é uma comunidade sem personalidade jurídica no norte de Sugar Creek Township, Allen County, Ohio, Estados Unidos. Fundada em 1833 por três galeses, Gomer foi um centro da comunidade galesa na América por décadas. Possui uma agência postal com o CEP 45809. Encontra-se no cruzamento da Gomer Road com a Old Lincoln Highway, a menos de 1,6 km ao norte da US Route 30. A comunidade faz parte da Área Estatística Metropolitana de Lima. Gomer faz parte do Distrito Escolar Local de Elida.

## História
Gomer foi estabelecido em 1850. Um correio chamado Gomer foi estabelecido em 1854 e permaneceu em operação até 1961.
Em 28 de outubro de 1939, o Antarctic Snow Cruiser do almirante Richard E. Byrd saiu de uma pequena ponte na estrada de Lincoln e caiu em um riacho. O acidente foi causado por um sistema de direção danificado. Nos próximos 3 dias, 125.000 pessoas vieram para ver o local do acidente.